# Boisseaux
Boisseaux település Franciaországban, Loiret megyében. Lakosainak száma 502 fő (2022. január 1.). Boisseaux Oinville-Saint-Liphard, Andonville, Erceville, Outarville és Neuville Saint Denis községekkel határos.

## Népesség
A település népességének változása:
| Lakosok száma | 293  | 234  | 212  | 346  | 450  | 492  | 497  | 505  | 508  | 502  |
|               | 1968 | 1982 | 1990 | 2006 | 2013 | 2015 | 2017 | 2019 | 2020 | 2022 |